# プルキンエ現象

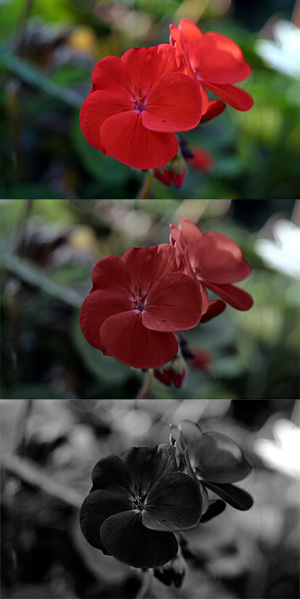
暗い状況では赤い色が相対的に暗く見えるシミュレーション

プルキンエ現象（プルキンエげんしょう、英: Purkinje Phenomenon）もしくはプルキンエ効果（プルキンエこうか、英: Purkinje effect）もしくはプルキンエ移行（プルキンエいこう、英: Purkinje shift）は、明るいときに等しい明るさに見える赤色と青色があった場合、暗くなると相対的に赤色が暗く青色が明るく見える視覚の現象。これは、目の視感度が暗所ではスペクトルの短波長側にずれるために起こる現象である。チェコの解剖学者、生理学者ヤン・エヴァンゲリスタ・プルキンエが発見したことから名付けられた。プルキンエはプルキニエやプルキンエと表記されることもある。

## 生理学
網膜には錐体細胞と桿体細胞という感度の異なる2種類の視細胞がある。明所視では約555nmの波長にピーク感度を持つ錐体細胞が支配的だが、暗所視では約507nmの波長にピーク感度を持つ桿体細胞が支配的になる。プルキンエ現象は、明所視と暗所視の中間である薄明視で起きる。

## 歴史
この現象は、チェコの生理学者ヤン・エヴァンゲリスタ・プルキンエが1819年に発見した。プルキンエは、ボヘミアの花咲く野原を夜明けに長い散歩をしながら、よく瞑想していた。プルキンエは、晴れた日の午後には明るく見えていた赤い花が、夜明けには非常に暗く見えることに気づいた。彼は、目には色を見るシステムが2つあり、1つは明るい全体的な光の強度、もう1つは夕暮れと夜明けのシステムであると推論した。1825年にプルキンエは著書『Beobachtungen und Versuche zur Physiologie der Sinne』（感覚生理学に関する観察と実験）において発表した。

## 防犯への利用
防犯のために活用する動きも見られる。奈良県警はイギリスのグラスゴーの防犯対策に倣い（ただし、グラスゴーでは当初景観改善のために導入された）、奈良市で青色街路灯を導入し一定の効果をあげたため、奈良市以外でも天理市、生駒市など県北部の都市を中心に導入を進めている。現在は兵庫県においても多数採用されている。
一方で、防犯のための利用は、青色光により麻薬常習者が腕の静脈が見え難くなったことにより注射が打てなくなり、麻薬関連犯罪が約40%減ったという事実のみで、青色街灯により犯罪そのものが激減したということを現地当局は云っておらず、犯罪減少は町並みが美しくなったことによる、割れ窓理論によるものだという見方もある。